# Championnat d'Islande de football 1912
Navigation
Saison suivante
La saison 1912 du Championnat d'Islande de football était la 1re édition de la première division islandaise.
Trois clubs seulement participent au championnat. Après un match, l'IBV Vestmannaeyjar déclare forfait. En effet, trop de joueurs finissent la rencontre blessés pour permettre au club de jouer son second match de la compétition. 
C'est le club de KR Reykjavík qui remporte cette première édition et donc son premier titre de champion d'Islande, après un match de barrage.

## Les 3 clubs participants
- KR Reykjavik
- Fram Reykjavik
- IBV Vestmannaeyjar

## Compétition

### Classement
Le barème de points servant à établir le classement se décompose ainsi :
- Victoire : 2 points
- Match nul : 1 point
- Défaite : 0 point

| Rang | Équipe             | Pts | J | G | N | P | Bp | Bc | Diff |
| ---- | ------------------ | --- | - | - | - | - | -- | -- | ---- |
| 1    | KR Reykjavik       | 3   | 2 | 1 | 1 | 0 | 4  | 1  | +3   |
| 2    | Fram Reykjavik     | 3   | 2 | 1 | 1 | 0 | 4  | 1  | +3   |
| 3    | IBV Vestmannaeyjar | 0   | 2 | 0 | 0 | 2 | 0  | 6  | -6   |

|  | Qualifié pour le barrage pour le titre |

### Matchs
Tous les matchs ont eu lieu au stade de Melavöllur à Reykjavik.
| Résultats (▼dom., ►ext.)                                   | Fra | IBV | KR  |
| Fram Reykjavik                                             |     | 3-0 | 1-1 |
| IBV Vestmannaeyjar                                         |     |     | 0-3 |
| KR Reykjavik                                               |     |     |     |
| - Victoire à domicile - Match nul - Victoire à l'extérieur |     |     |     |

* IBV ayant déclaré forfait, Fram Reykjavik est déclaré gagnant 3-0 sur tapis vert.

#### Match pour le titre
Les 2 clubs de Fram Reykjavik et KR Reykjavik ayant fini à égalité, un match pour le titre doit avoir lieu pour connaître le nom du premier vainqueur du championnat.
|  | KR Reykjavik | 3 - 2 | Fram Reykjavik | Melavöllur, Reykjavik |  |
|  |              |       |                |                       |  |
|  | (Rapport)    |       |                |                       |  |

## Bilan de la saison
| Tableau d'Honneur                 |              |
| Compétition                       | Vainqueur    |
| Championnat d'Islande de football | KR Reykjavik |